# Avaleresses Ponchelet
Les avaleresses Ponchelet de la Société Desaubois sont un ancien charbonnage non exploité du bassin minier du Nord-Pas-de-Calais, situé à Escautpont. Les travaux commencent en 1716, la même année que les fosses Point du jour et du Moulin, et toutes trois sont abandonnées l'année suivante à cause des venues d'eau qui n'ont pas pu être épuisées. La société creuse la fosse Jeanne Colard en 1718, et celle-ci permettra de découvrir la houille le 3 février 1720.
Au début du XXIe siècle, Charbonnages de France ne matérialise pas les têtes des puits Ponchelet nos 1 et 2, mais installe des bornes le long de la route qui accueille la ligne T2 du tramway de Valenciennes.

## La fosse
Jean-Jacques Desandrouin et Pierre Taffin commencent à rechercher de la houille en 1716. Ils fondent la Société Desaubois avec Pierre Desandrouin-Desnoëlles, qui a besoin de charbon pour faire fonctionner sa verrerie de Fresnes-sur-Escaut, Jacques Richard et Nicolas Desaubois, la société prenant le nom de ce dernier.
Jacques Mathieu est l'ingénieur qui dirige les travaux des houillères que Jean-Jacques Desandrouin possède à Lodelinsart, près de Charleroi. Il part de cette commune le 18 juillet 1716 avec sa famille et vingt jeunes gens engagés pour un an par Jean-Jacques Desandrouin.
Cette année 1716, trois fosses, comportant chacune deux puits, sont commencées : Point du jour, Le Moulin et Ponchelet.

### Fonçage
Les deux avaleresses Ponchelet sont entreprises à Escautpont, à 1 300 mètres au sud-ouest des avaleresses Point du jour et à 675 mètres au sud des avaleresses du Moulin. L'avaleresse Ponchelet no 2 st située à environ 75 mètres au sud de l'avaleresse Ponchelet no 1.
Les deux puits sont de section carrée de 2,50 mètres de côté,.

### Abandon
Les deux avaleresses sont abandonnées en 1717. Les profondeurs des deux puits ne sont pas connues,.
Finalement, la société a abandonné les six puits qu'elle a entrepris dans le niveau des eaux à cause des sources qui les remplissent malgré les machines dont on se sert pour les épuiser. Elle entreprend dès 1718 la fosse Jeanne Colard, où la houille est découverte le 3 février 1720.

### Reconversion
Au début du XXIe siècle, Charbonnages de France ne matérialise pas les têtes des puits Ponchelet nos 1 et 2, mais installe des bornes permettant de situer leur emplacement, ces derniers étant situés trente mètres derrière leur borne respective,. Un rayon de protection de trente mètres autour de chaque puits est appliqué,. Le BRGM y effectue des inspections chaque année.

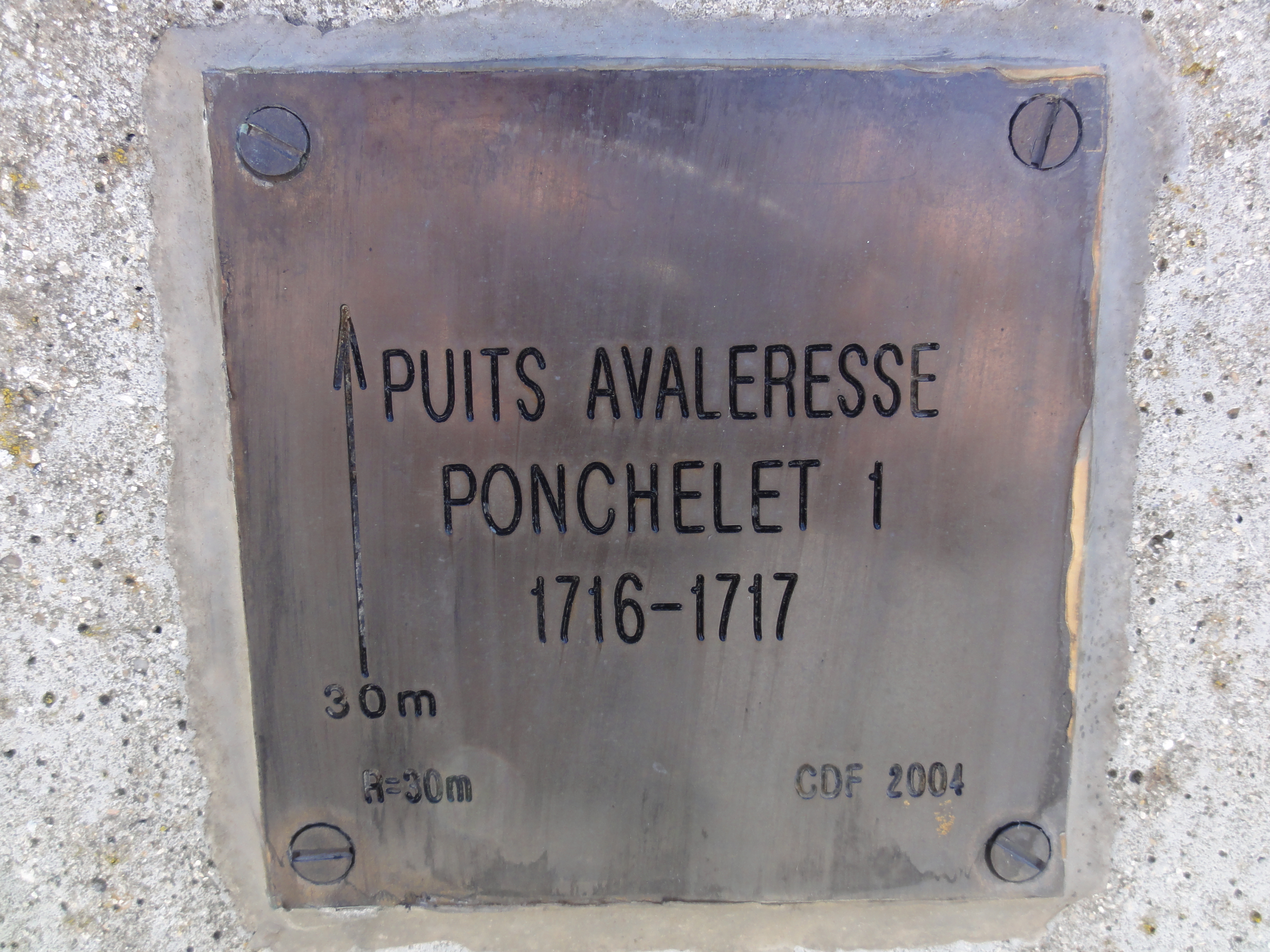
« Puits avaleresse Ponchelet 1, 1716-1717 ».
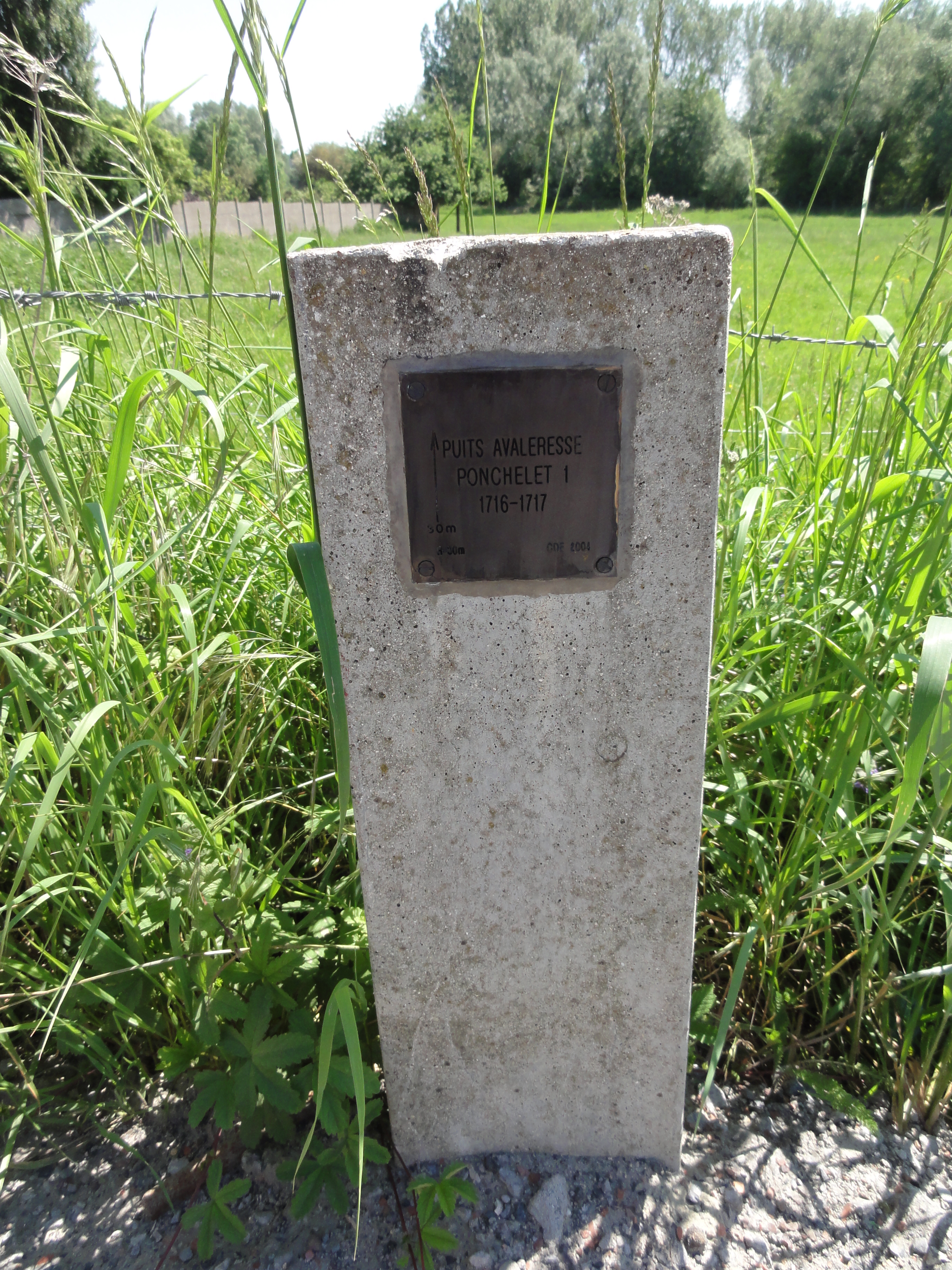
La borne de l'avaleresse Ponchelet no 1.
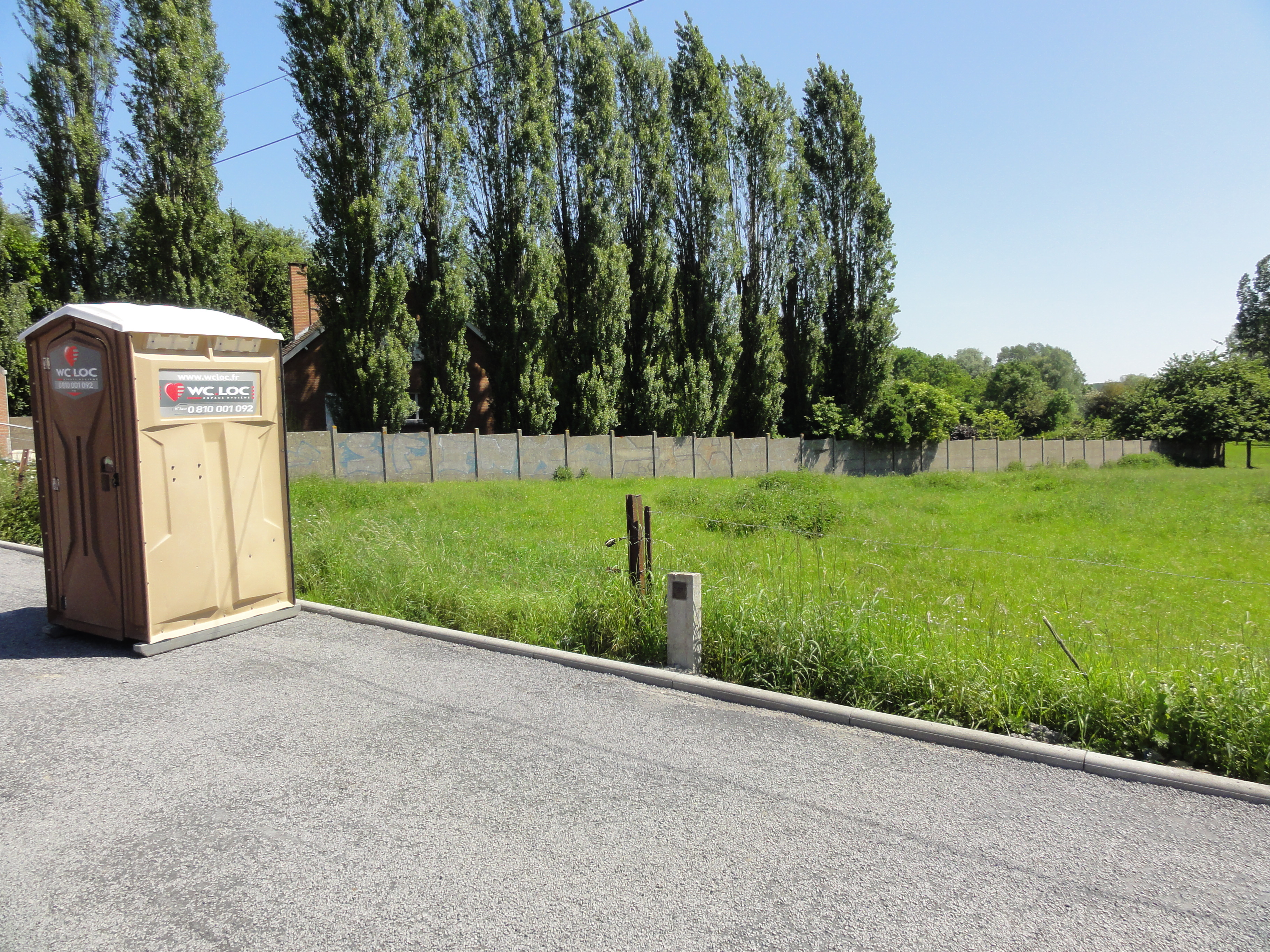
La borne dans son environnement.
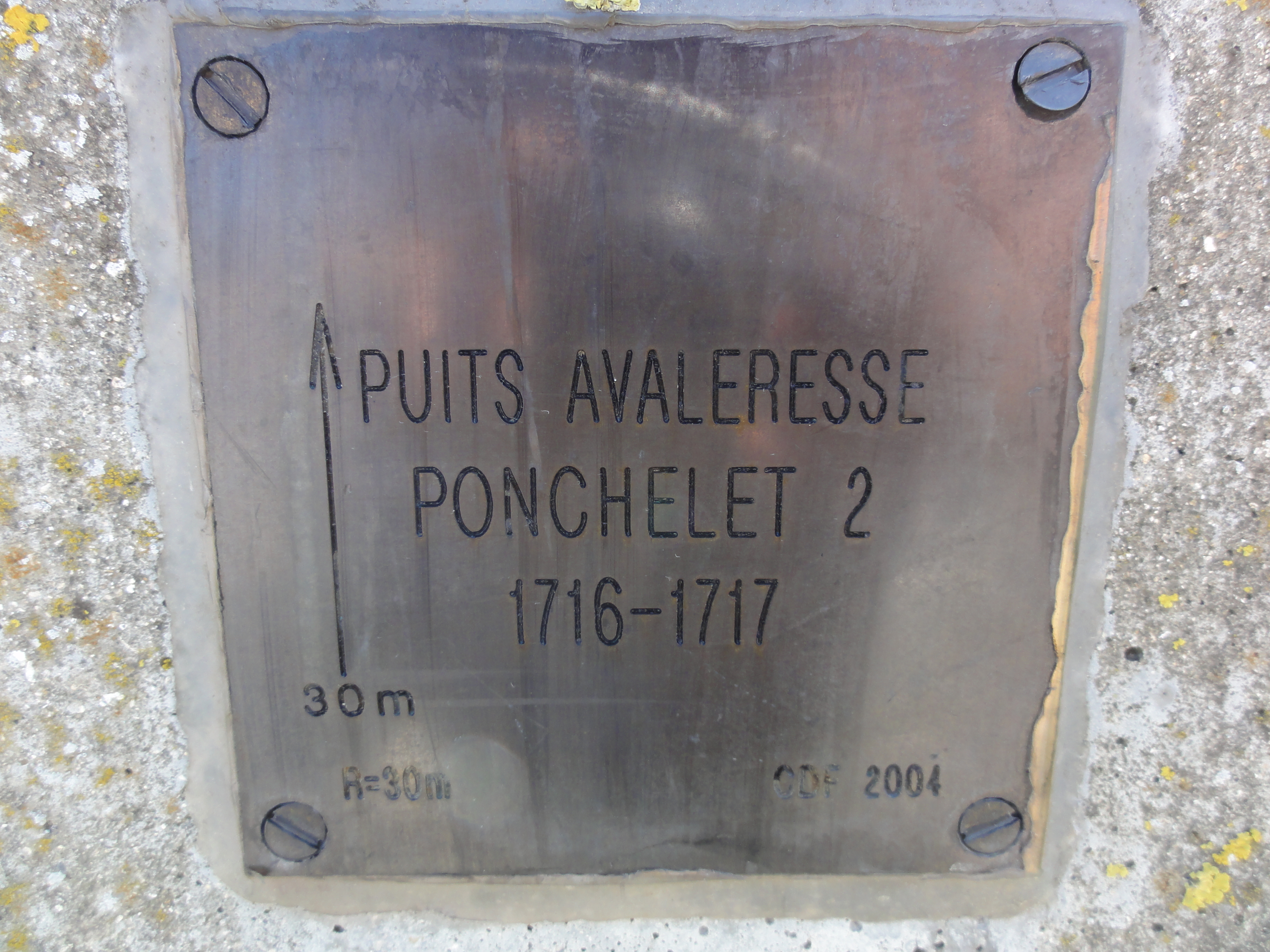
« Puits avaleresse Ponchelet 2, 1716-1717 ».
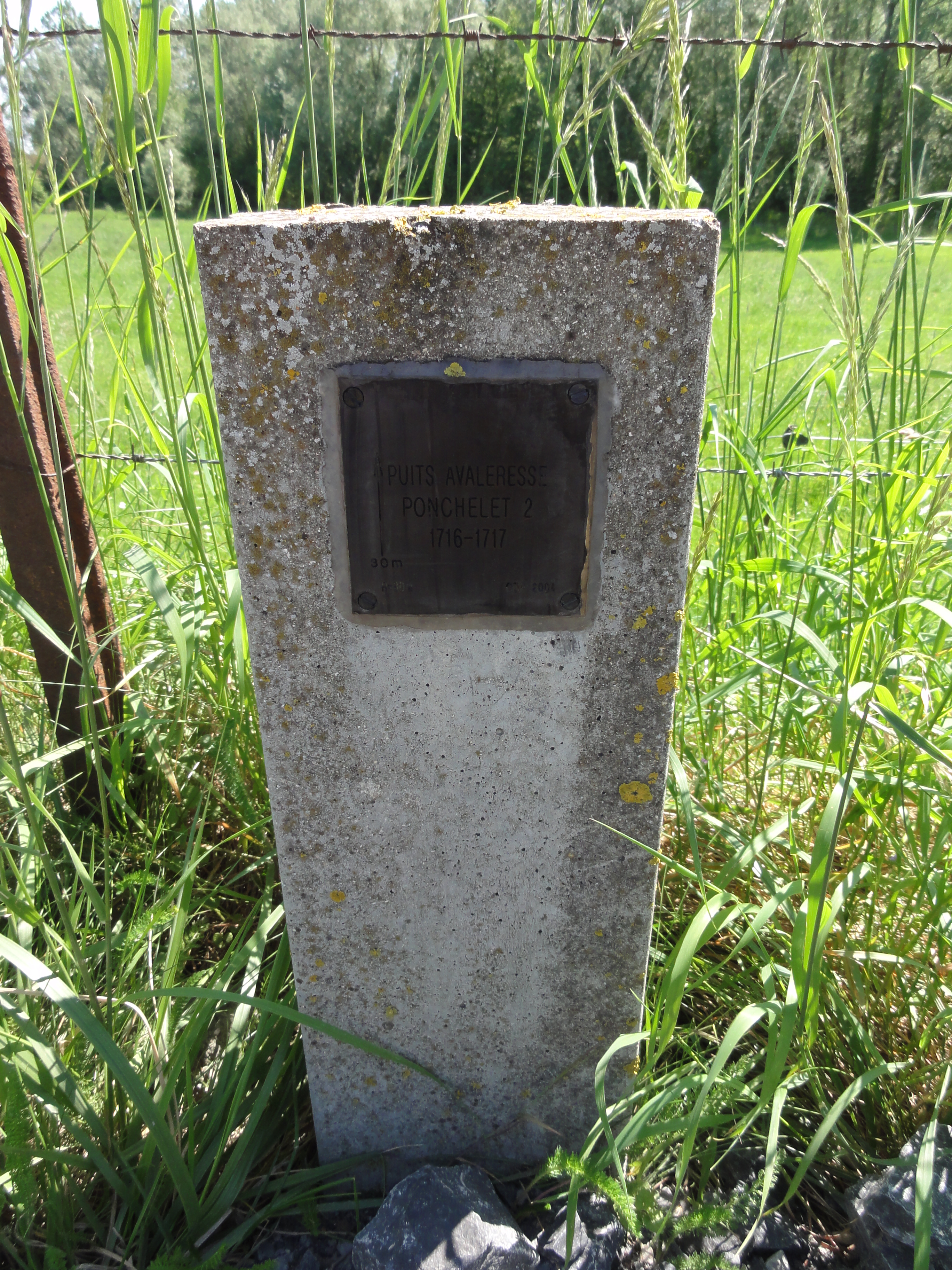
La borne de l'avaleresse Ponchelet no 2.
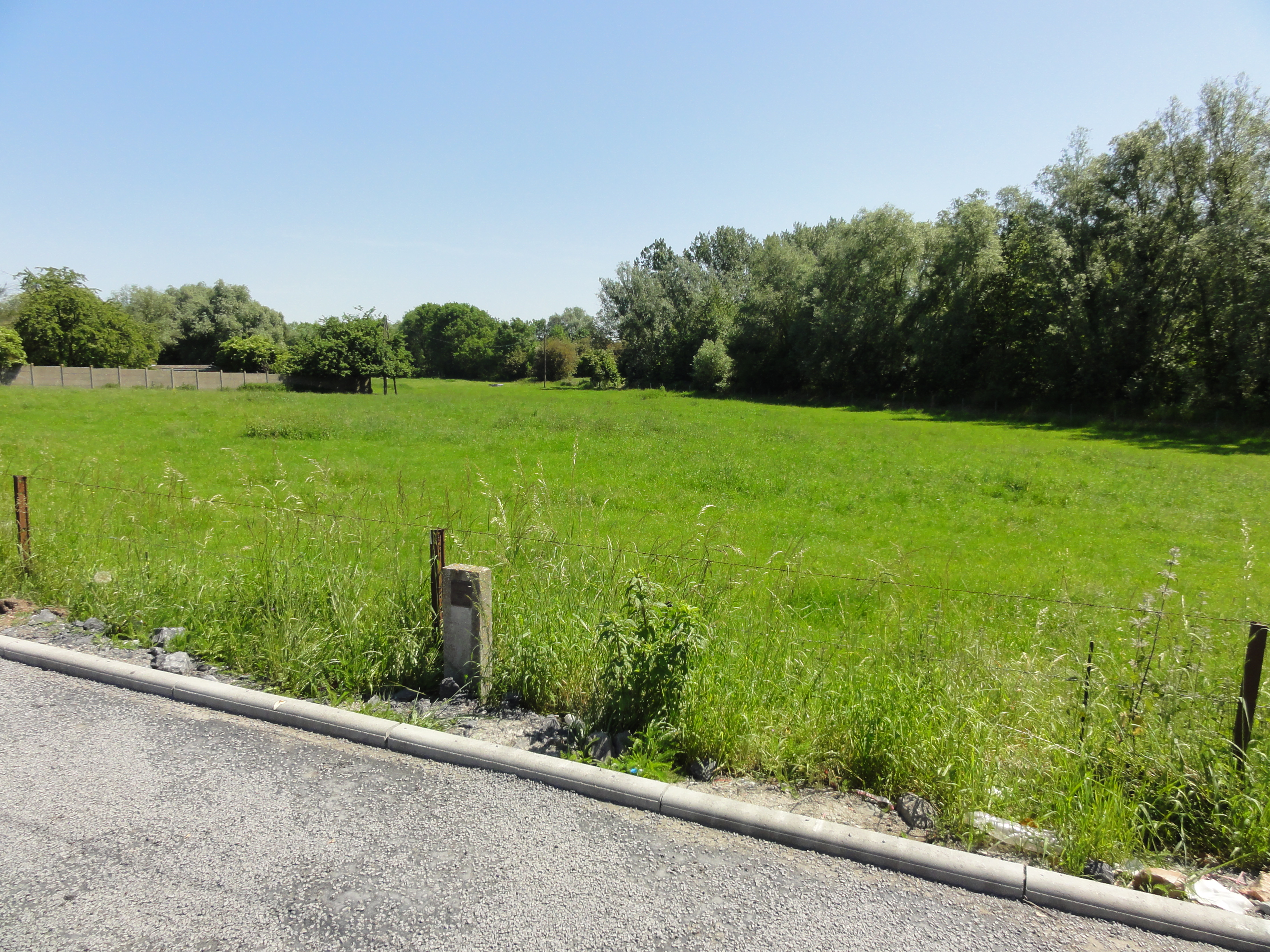
La borne dans son environnement.